# Friedrich Sieburg
Friedrich Sieburg, né le 18 mai 1893 à Altena et mort le 19 juillet 1964 à Gärtringen, est un journaliste, écrivain et critique littéraire allemand.

## Biographie
Il suit des études de philosophie, d'histoire, de lettres et d'économie à Heidelberg, où il a notamment pour professeurs Friedrich Gundolf et Max Weber. Friedrich Sieburg s'installe à Berlin en 1919. 
En 1923, il entre à la Frankfurter Zeitung et est envoyé à Copenhague comme correspondant de ce journal. 
En mai 1926, il est correspondant de La Gazette de Francfort et du Frankfurter Zeitung à Paris. Il y restera jusqu'en 1929, année où il publie un de ses ouvrages les plus connus : Dieu est-il français ? (Gott in Frankreich ?). Ce livre est traduit en français et publié l'année suivante par Bernard Grasset, accompagné d'une lettre à l'auteur.
En 1933, il est l'amant de Louise de Vilmorin et de Consuelo de Saint-Exupéry, femme d'Antoine de Saint-Exupéry, lequel fut le fiancé de Louise de Vilmorin.

## Œuvres
- Friedrich Sieburg (trad. de l'allemand par Maurice Betz, préf. Bernard Grasset), Dieu est-il français ? [« Gott in Frankreich ? »] [« Dieu en France ? »], Paris, Grasset, 1930, 371 p. (BNF 32630709)
- Friedrich Sieburg (trad. de l'allemand par Pierre Klossowski), Sur un brise-glace soviétique : Le Malyguine, Paris, Grasset, 1932, 239 p. (BNF 31364894)
- Friedrich Sieburg (trad. de l'allemand par Pierre Klossowski), Défense du nationalisme allemand, Paris, Grasset, 1933, 280 p. (BNF 31364885)
- Sanin Cano, Henry de Jouvenel, Kingsley Martin, Paul Scott Mowrer et Friedrich Sieburg, Le rôle intellectuel de la presse (Cahiers), Paris, Institut international de coopération intellectuelle, 8 décembre 1933, 233 p. (BNF 33917730)
- Friedrich Sieburg (trad. de l'allemand par Pierre Klossowski, préf. Michel Vovelle), Robespierre [« Robespierre, eine Biographie »], Paris, Flammarion, 29 mai 1936, 333 p. (BNF 32313071)
- Friedrich Sieburg (trad. de l'allemand par Pierre Klossowski), Le Nouveau Portugal : Portrait d'un vieux pays, Paris, Les Éditions de France, 1938, 247 p. (BNF 31364891)
- Friedrich Sieburg (trad. de l'allemand par Maurice Betz), Visage de la France en Afrique [« Afrikanischer Frühling »], Paris, Les Éditions de France, 1939, 335 p. (BNF 34199290)
- Friedrich Sieburg (préf. Bernard Grasset), France d'hier et de demain, Paris, Groupe "Collaboration", coll. « Les conférences du groupe "Collaboration" », 22 mars 1941, 22 p. (BNF 34190467)
- Friedrich Sieburg (trad. de l'allemand par André Cœuroy), De ma fenêtre [« Blick durhs Fenster »], Paris, Grasset, 1942, 339 p. (BNF 31364884)
- Friedrich Sieburg (trad. de l'allemand par André Cœuroy), La Fleur d'acier : Voyage au Japon, Paris, Grasset, 1942, 232 p. (BNF 31364886)
- Friedrich Sieburg (trad. de l'allemand par André Cœuroy, préf. Edmond Pilon), Canada-Vendée : Les lys de France, Paris, Éditions Colbert, 1943, 190 p. (BNF 34187874)
- Friedrich Sieburg (trad. de l'allemand par George Marc), Je passais au bord de la Seine : Souvenirs, Paris, La Table ronde, 1953, 255 p. (BNF 32630712)
- Friedrich Sieburg (trad. de l'allemand par François Ponthier), Napoléon : Les Cent-jours [« Napoleon, die Hundert Tage »], Paris, Robert Laffont, 1957, 483 p. (BNF 32539587)
- (de) Friedrich Sieburg, Chateaubriand, Romantik und Politik [« Chateaubriand, romantique et politique »], Stuttgart, Deutsche Verlags-Anstalt, 1960, 498 p. (BNF 33174493)
- Friedrich Sieburg (trad. de l'allemand par François Ponthier), La France de la royauté à la nation : 1789-1848 [« Im Licht und Schatten der Freiheit, Frankreich 1789-1848 »], Paris, Arthaud, 1963, 440 p. (BNF 33174500)